# Jāfarpur
Jāfarpur är en ort i Indien.   Den ligger i distriktet South 24 Paraganas och delstaten Västbengalen, i den östra delen av landet, 1 300 km sydost om huvudstaden New Delhi. Jāfarpur ligger 7 meter över havet och antalet invånare är 14 798.
Terrängen runt Jāfarpur är mycket platt. Runt Jāfarpur är det mycket tätbefolkat, med 1 361 invånare per kvadratkilometer. Närmaste större samhälle är Baj Baj, 18,2 km norr om Jāfarpur. Trakten runt Jāfarpur består till största delen av jordbruksmark.